# سیارک ۱۵۰۵۶
سیارک ۱۵۰۵۶ (به انگلیسی: 15056 Barbaradixon، نامگذاری:1998YP12) پانزده هزار و پنجاه و ششمین سیارک کشف شده‌است که در ۲۸ دسامبر ۱۹۹۸ کشف شد.
قدر مطلق سیارک برابر ۱۲٫۸۰ است.